# Abadia de Sainte-Marie de la Garde
A Abadia de Sainte-Marie de la Garde é um mosteiro beneditino localizado na cidade de Saint-Pierre-de-Clairac. Foi fundada em 2002 pela abadia de Sainte-Madeleine du Barroux, que depende diretamente da Santa Sé, antes de ser erguida como casa autônoma com o posto de abadia em 13 de fevereiro de 2021.

## História
O priorado foi fundado sob o patrocínio da Imaculada Conceição em 21 de novembro de 2002. Com o consentimento do bispo de Agen Jean-Charles Descubes por um grupo de oito monges du Barroux, em uma área agrícola, incluindo uma mansão e ovelhas, isolada no campo rolando de Saint-Pierre-de-Clairac, em um lugar chamado Lagarde.
Com o tempo e as obras de expansão, tornou-se um mosteiro beneditino, que em 2018 tinha dezesseis irmãos, mas está planejado para acomodar vinte e cinco, depois quarenta.
O 13 de fevereiro de 2021, o priorado de Sainte-Marie de La Garde foi erigido como casa independente com o título de Abadia. A eleição do primeiro abade foi presidida por Dom Hervé Courau em18 de fevereiro de 2021na presença de Dom Louis-Marie de Geyer d'Orth. O atual prior, Dom Marc Guillot, foi eleito primeiro abade de Sainte-Marie de La Garde.

## Produções
Os monges praticam a apicultura, a nucicultura e a confecção de sandálias.